# Frank Film
Frank Film is een Amerikaanse korte animatiefilm uit 1973 geregisseerd door Frank Mouris. De film won de Oscar voor Beste Korte Animatiefilm in 1974 en werd in 1996 opgenomen in de National Film Registry.

## Verhaal
De film laat zien hoe Frank Mouris een lijst met woorden voorleest die beginnen met de letter "f". Daaroverheen hoort men een audiofragment waarin hij zijn autobiografie voorleest, terwijl men een collage met uit tijdschriften geknipte foto's op zich af ziet komen.